# Lunch (песня)
«Lunch» — песня американской певицы и автора-исполнителя Билли Айлиш, лид-сингл её третьего студийного альбома Hit Me Hard and Soft (2024). Он был выпущен 17 мая 2024 года на лейблах Darkroom и Interscope Records. Айлиш написала песню вместе с её продюсером, Финнеасом О’Коннеллом. В песне звучит тяжёлая басовая линия и текст, в котором подробно описывается однополое сексуальное влечение Айлиш, после того как она публично подтвердила, что ей нравятся и мужчины, и женщины. В тексте она описывает свой общий сексуальный аппетит, говоря, что «могла бы съесть эту девушку на обед».

## Предыстория
Спекуляции вокруг сексуальной ориентации Айлиш начались после того, как она выпустила клип на сингл «Lost Cause» в 2021 года. В клипе Айлиш участвует в вечеринке с несколькими женщинами, выполняя различные действия, такие как тверк, играя в твистер и разбрасывая стринги. Многие фанаты и СМИ расценили видео как гомоэротическое, а другие обвинили её в квирбейтинге. В ответ Айлиш выложила в Instagram закулисные фотографии из клипа с подписью «Я люблю девочек».

## Композиция
Песню описывали как электро, синти-рок, синти-поп и постпанк.

## Релиз и отзывы
Эйлиш дебютировала с песней «Lunch» вместе с двумя другими песнями с альбомов Hit Me Hard and Soft во время секретного диджейского сета и вечеринки на фестивале Коачелла 2024 под названием «Do Labs». Это второй трек с альбома, который вышел 17 мая 2024 года. «Lunch» — лид-сингл с альбома, выпущенный одновременно с его релизом. Песня попала на радио contemporary hit radio в США, а Universal Music Group продвигала её в радиоэфире в Италии. Премьера клипа на «Lunch», снятого Айлиш, состоялась на её канале Vevo на YouTube через двенадцать часов после выхода песни и альбома.
Некоторые музыкальные критики отметили, что «Lunch» — одна из лучших песен с альбома. Китти Эмпайр из The Observer написала песню как «сапфический синти-поп-бангер, в котором Эйлиш чмокает губами, желая поглотить кого-то вкусненького. Ещё лучше то, что ближе к концу песни братья Эйлиш вытаскивают одну из своих самых танцевальных композиций на сегодняшний день. Она заканчивается слишком рано, на каком-то задыхании».

## Награды и номинации
| Год  | Награда                        | Категория         | Результат | Ссылка |
| ---- | ------------------------------ | ----------------- | --------- | ------ |
| 2024 | Las Culturistas Culture Awards | Best Lunch        | Номинация | [ 20 ] |
| 2024 | MTV Video Music Awards         | Video of the Year | Ожидается | [ 21 ] |

## Участники записи
- Билли Айлиш — вокал, лирика
- Финнеас — продюсер, лирика, гитара, музыкальное сопровождение

## Позиции в чартах

### Еженедельные чарты
| Чарт (2024)                                  | Высшая позиция |
| -------------------------------------------- | -------------- |
| Аргентина (Argentina Hot 100)                | 43             |
| Австралия (ARIA)                             | 5              |
| Австрия (Ö3 Austria Top 40)                  | 2              |
| Бельгия/Фландрия (Ultratop 50)               | 2              |
| Бельгия/Валлония (Ultratop 50)               | 14             |
| Канада (Billboard Canadian Hot 100)          | 7              |
| Канада (Billboard CHR/Top 40)                | 8              |
| Канада (Billboard Hot AC)                    | 21             |
| Канада (Billboard Rock)                      | 24             |
| СНГ (TopHit)                                 | 26             |
| Чехия (Rádio — Top 100)                      | 41             |
| Чехия (Singles Digitál Top 100)              | 1              |
| Финляндия (Suomen virallinen lista)          | 9              |
| Франция (SNEP)                               | 16             |
| Германия (GfK)                               | 5              |
| Мир (Billboard Global 200)                   | 4              |
| Венгрия (Single Top 40)                      | 10             |
| Ирландия (IRMA)                              | 4              |
| Япония (Billboard Japan Hot 100)             | 71             |
| Нидерланды (Dutch Top 40)                    | 23             |
| Нидерланды (Single Top 100)                  | 4              |
| New Zealand (Recorded Music NZ)              | 2              |
| Португалия (AFP)                             | 1              |
| Словакия (Rádio — Top 100)                   | 45             |
| Словакия (Singles Digitál Top 100)           | 3              |
| Швейцария (Schweizer Hitparade)              | 3              |
| Великобритания (OCC UK Singles)              | 2              |
| США (Billboard Hot 100)                      | 5              |
| США (Billboard Adult Pop Airplay)            | 12             |
| США (Billboard Dance/Mix Show Airplay)       | 22             |
| США (Billboard Hot Rock & Alternative Songs) | 1              |
| США (Billboard Pop Airplay)                  | 10             |
| США (Billboard Rock & Alternative Airplay)   | 9              |

## Сертификации
| Регион | Сертификация | Продажи   |
| --- | ------------ | --------- |
| Бельгия (BEA) | Золотой      | 20 000    |
| Канада (Music Canada) | Платиновый   | 80 000    |
| Новая Зеландия (RMNZ) | Платиновый   | 30 000    |
| Польша (ZPAV) | Золотой      | 25 000    |
| Португалия (AFP) | Золотой      | 5000      |
| Великобритания (BPI) | Серебряный   | 200 000   |
| Стриминг |              |           |
| Греция (IFPI Greece) | Золотой      | 1 000 000 |
| Данные о продажах + прослушиваниях приведены только на основе сертификации. · Данные только о прослушиваниях приведены на основе сертификации. |              |           |